# Tatort: Hinkebein
Hinkebein ist ein Fernsehfilm aus der Fernseh-Kriminalreihe Tatort. Der Film wurde vom WDR produziert und am 11. März 2012 zum ersten Mal nahezu zeitgleich von den Sendern Das Erste, ORF 2 und SF 1 gesendet. Er ist die 831. Folge der Tatort-Reihe, der 21. Fall mit Axel Prahl und Jan Josef Liefers als Münsteraner Ermittler Thiel und Boerne.

## Handlung
Katja Braun, früher Beamtin der Kriminalpolizei, wird fast unbekleidet tot am Rand eines Gehwegs gefunden. Thiel und Boerne übernehmen die Ermittlungen. Es gibt Parallelen zu einem Fall vor einigen Jahren, bei dem die Tote als Ermittlerin tätig war. Der Zuhälter Heinz Kock, der aufgrund einer Gehbehinderung „Hinkebein“ genannt wird, wurde damals verdächtigt, eine osteuropäische Prostituierte getötet zu haben. Er konnte sich aber der Festnahme entziehen und wurde nach einem längeren Aufenthalt in Vietnam Buddhist. Nun ist er aber wieder in der Stadt aufgetaucht.
Boerne kannte die Getötete von der früheren Arbeit her und hatte seinerzeit ein Verhältnis mit ihr. Sie wurde aufgrund ihrer Alkoholabhängigkeit aus dem Polizeidienst entlassen und arbeitete nun stundenweise als Putzfrau in einem Restaurant. Einen Tag vor ihrem Tod hatte sie Boerne in dessen Institut besucht und ihn um 1.000 Euro für eine Mietnachzahlung gebeten. Bei der Obduktion stellt sich aufgrund der festgestellten Wischnewsky-Flecken heraus, dass Katja erfroren sein muss. Die weiteren Ermittlungen von Thiel ergeben, dass sie in der Vergangenheit verschiedene Liebhaber hatte. In der Wohnung des Rechtsmediziners Boerne taucht derweil plötzlich Hinkebein auf und bedroht ihn mit einer Waffe. Thiel kommt dazu und verfolgt Hinkebein bis in ein Kino, wo er ihn festnehmen kann.
Zu den weiteren Verdächtigen gehören auch Katja Brauns Ex-Mann, der als Fahrer in einer Fleischerei arbeitet, sowie ihre angeblich gemeinsame und hochbegabte Tochter Marie, die in einem katholischen Internat untergebracht ist. Der am Ende überführte Täter ist der Leiter der Pressestelle im Polizeipräsidium. Auch er hatte einmal ein Verhältnis mit Katja Braun und erweist sich als biologischer Vater Maries, da er die gleiche seltene Erblinie einer Iris-Heterochromie aufweist. Er war zuvor bei der Sitte tätig und hatte die Prostituierte erdrosselt. Bei den damaligen Ermittlungen gegen Heinz Kock hatte er mit Hilfe von Katja Braun Beweismaterial im Hotelzimmer der getöteten Prostituierten platziert, um den Zuhälter zu belasten.

## Hintergrund
Der Film wurde an verschiedenen Orten in Münster gedreht. Der Taxistand befindet sich vor dem Hauptbahnhof. In der Szene, in der Boerne Geld abhebt, ist die Diözesanbibliothek sowie die Überwasserkirche zu sehen. Das im Film gezeigte Restaurant Westfälischer Hof ist das Restaurant Kleiner Kiepenkerl in der historischen Innenstadt von Münster. Die Leiche wird an der Münsterschen Aa zwischen dem Aegidiimarkt und dem Überwasserkirchplatz gefunden. Zwischen Domplatz und Überwasserkirche wurde auch Boernes innerstädtische Sportwagenfahrt aufgezeichnet. Die Szenen im Kino entstanden im denkmalgeschützten Schloßtheater. Die Verabschiedung der russischen Delegation wurde vor dem Schloss aufgenommen, im Hintergrund sind die Überwasserkirche und der Dom zu sehen. Das im Film gezeigte Internat ist die Wasserburg Adendorf, die häufiger für Dreharbeiten genutzt wird. Weitere Aufnahmen entstanden in Köln. Dazu zählt die Szene des Motorraddiebstahls, die an der Maastrichter Straße an der Ecke zum Brüsseler Platz gedreht wurde. Die Dreharbeiten begannen am 27. September 2011 und endeten Anfang November 2011.
Die Folge Hinkebein enthält einige Filmzitate sowie musikalische Anspielungen. So ist im Kino eine Szene von Die Drei von der Tankstelle zu sehen, die vom bekanntesten Musiktitel der Filmoperette, Ein Freund, ein guter Freund der Comedian Harmonists, musikalisch untermalt wird. Weiterhin wird Herbert Thiel mit einem Joint gezeigt, während „The Passenger“ von Iggy Pop zu hören ist. Schließlich sind einige Dialog-Anspielungen auf zwei Komödien von Ernst Lubitsch enthalten. So bringt Jörg Braun als Alibi vor, Sein oder Nichtsein im Kino gesehen zu haben, stattdessen wurde jedoch Ninotschka gezeigt. Aus Boernes Wohnung ist der Ritt der Walküren von Richard Wagner zu hören. Die russische Delegation besucht das Theater, wo die Oper Eugen Onegin von Tschaikowski aufgeführt wird. Heinz Kocks Mutter singt bei ihrem Besuch durch Kommissar Thiel Au clair de la lune.
Im Restaurant bestellen Thiel und Boerne die westfälischen Spezialitäten Töttchen und Pfefferpotthast.
Seit dieser Folge fährt Boerne einen in Dülmen gefertigten Wiesmann Roadster MF3 mit 343 PS.

## Rezeption

### Kritiken
Christian Buß bemängelte in Spiegel Online eine schwache Handlung: „Die geschmacklosen Gags aus dem Spannungsfeld zwischen Splatterhorror und Provinzposse hält das Team vom WDR gekonnt auf hohem Niveau […]. Der Plot aber hält mit dieser Eleganz immer weniger Schritt, die Handlung zerfiel über die 21 Folgen seit 2002 mehr und mehr in eine schwarzhumorige Nummernrevue.“ Holger Gertz meinte auf Süddeutsche.de dagegen, der Tatort sei eher ein „Tatort-Verschnitt, eine Persiflage, die ganz gut funktioniert, weil die Dialoge sitzen.“
Die Redaktion von TV Spielfilm urteilte, der Film sei „kurzweilig, schrullig, typisch Münsteraner“. Prisma hält Hinkebein für eine der besseren Tatort-Folgen. Die Darstellung der Hauptrollen sowie der Nebenrollen, darunter Großmann, Urspruch, Clausnitzer und Kempter, wurden gelobt. Dass die Logik bei der Folge teilweise auf der Strecke blieb, hielt die Redaktion für verzeihlich, sie vergab drei von fünf Punkten. Wolf Senff vom Titel-Magazin widersprach und kritisierte die konstruiert wirkende Handlung. „Mit wenig Albernheiten, einer guten Geschichte und starken Nebendarstellern überzeugt der neueste ARD-‚Tatort‘ aus Münster“ und beschert damit dem Zuschauer einen „unterhaltsamen Sonntagabend“, ist im Focus zu lesen. Diese Meinung teilt die Redaktion der Neuen Osnabrücker Zeitung, deren Urteil nach den Drehbuchautoren „ein Kunststück gelungen“ sei, indem sie „schrägen Humor mit einem Hauch von Spannung verknüpft“ haben. Ihr Fazit lautet: „Viel unterhaltsamer kann ein Krimilantenstadl kaum sein. Nur die Auflösung ist unterirdisch.“
Das Urteil von Rainer Tittelbach lautet: „Die Story muss immer ein bisschen künstlich hingebogen werden, damit sich die Spielchen des ungleichen Duos entfalten können. Gute Besetzung, solide Regie, ein Schmunzelkrimi zum prima Weggucken, der für Filmgeschichtsliebhaber einige nette Anspielungen parat hält.“ Tilmann P. Gangloff hingegen überzeugt auch das Drehbuch, die Folge „glänzt mit vielen guten Ideen und einer erstaunlich vielschicht[ig]en Geschichte“. Matthias Ring urteilt in der Stuttgarter Zeitung: „Nach acht von einundzwanzig Fällen kann man den Eindruck bekommen, dass sich selbst die Figurenerfinder Jan Hinter und Stefan Cantz nicht mehr ganz so leicht mit dem speziellen Humor der Münsteraner tun. Zumindest wirken Dialoge wie ‚Sie haben ein gutes Herz‘ – ‚Ja, mein Kardiologe ist ganz zufrieden mit mir‘ oder Sprüche wie ‚das nehme ich natürlich auf meine Kippe‘, nachdem die Staatsanwältin dem Verdächtigen mit einer Rauchpause zur Flucht verholfen hat, doch arg bemüht.“
Der Focus urteilt: „Was wäre so ein Münster-Tatort eigentlich ohne Mord? Antwort: Immer noch ganz groß. Ohne Boerne und Thiel allerdings wäre alles nichts. Die beiden Tatort-Marx-Brothers sind nicht nur in ihrem neuesten Fall ‚Hinkebein‘ unverzichtbar. […] Klar ist Münster ein Tatort. Der Beste[,] den wir haben.“

### Einschaltquoten
Die Erstausstrahlung von Hinkebein am 11. März 2012 wurde in Deutschland insgesamt von 11,78 Millionen Zuschauern gesehen und erreichte einen Marktanteil von 30,7 % für Das Erste. In der Gruppe der 14- bis 49-jährigen Zuschauer konnten 4,06 Millionen Zuschauer und ein Marktanteil von 25,0 % erreicht werden.
In Österreich wurden 845.000 Zuschauer und 25 Prozent Marktanteil erzielt.